# Saint-Vincent-Rive-d'Olt
Saint-Vincent-Rive-d'Olt är en kommun i departementet Lot i regionen Occitanien i södra Frankrike. Kommunen ligger i kantonen Luzech som tillhör arrondissementet Cahors. År 2022 hade Saint-Vincent-Rive-d'Olt 432 invånare.

## Befolkningsutveckling
Antalet invånare i kommunen Saint-Vincent-Rive-d'Olt
| Referens: INSEE |